# Larisa Popova
Larisa Michajlovna Aleksandrova, coniugata Popova (in russo Лариса Михайловна Александрова-Попова?; Tiraspol, 9 aprile 1957), è un'ex canottiera sovietica, dal 1991 moldava.

## Palmarès

### Olimpiadi
- 2 medaglie:
  - 1 oro (Mosca 1980 nel due di coppia)
  - 1 argento (Montréal 1976 nel quattro di coppia)